# 원주 한지장
원주 한지장(原州 韓紙匠)은 대한민국 강원특별자치도 원주시에 있는 무형문화재이다. 2019년 9월 20일 강원특별자치도의 무형문화재 제32호로 지정되었다.

## 지정 사유
원주 한지장(原州 韓紙匠)은 한지제작의 전 과정을 전통방식으로 재현하여 한지제작의 전형을 계승하고 있으며, 한지의 유래와 활용에 있어 원주의 지역적 특징과 뚜렷한 고유성을 보여주는 기·예능이라는 점에서 강원 전통문화의 체계적 보존⋅전승을 위해 강원특별자치도 무형문화재로 지정할 가치가 있다.

## 전승자
| 구분   | 성명 (생년월일)      | 성별 | 기예능        | 주소                                          | 인정·해제일자   | 비고 |
| ------ | -------------------- | ---- | ------------- | --------------------------------------------- | --------------- | ---- |
| 보유자 | 장응열 (1966. 3.10.) | 남   | 전통한지 제작 | 강원특별자치도 원주시 월운정안길 13-4(반곡동) | 2019. 9.20 인정 |      |

## 참고 문헌
- 원주 한지장 - 국가유산청 국가유산포털